# Kévin N’Doram
Kévin N’Doram (* 22. Januar 1996 in Saint-Sébastien-sur-Loire) ist ein französisch-tschadischer Fußballspieler, der bei Al-Kholood in der Saudi Professional League spielt.

## Karriere

### Verein
Kévin N’Doram ist der Sohn des ehemaligen Fußballprofis und tschadischen Nationalspielers Japhet N’Doram. Er entstammt der Jugendakademie der AS Monaco, wo er von 2001 bis 2015 spielte. Mit der U19 spielte er in der Saison 2014/15 bereits sechsmal in der UEFA Youth League. Neben einigen Einsätzen bei der Zweitmannschaft stand er 2015/16 auch schon einige Male im Kader der Profis in der Ligue 1 und der Europa League. Am 20. August 2016 (2. Spieltag) spielte er gegen den FC Nantes bei einem 1:0-Sieg über die vollen 90 Minuten und debütierte somit im Profibereich. Mitte Dezember kam N’Doram gegen Bayer 04 Leverkusen in einem Champions-League-Gruppenspiel ebenfalls über die volle Spielzeit zum Einsatz, wobei er die ersten internationalen Erfahrungen sammeln konnte. In der gesamten Spielzeit 2016/17 war er aber weiterhin eher Reservespieler und spielte in allen Wettbewerben zusammen nur achtmal, wobei er einmal in der Coupe de France traf und mit der Mannschaft den Meistertitel holte. 2017/18 war er immer noch keine Stammkraft, spielte aber schon 16 Mal insgesamt. In der Saison 2018/19 kam er dann aber wieder nur zu vier Einsätzen.
Daraufhin wurde Kévin N’Doram für die gesamte Spielzeit 2019/20 an den Aufsteiger FC Metz verliehen. Direkt am ersten Spieltag spielte er in der Innenverteidigung gegen Racing Straßburg die vollen 90 Minuten das erste Mal für die Lothringer. In der verkürzten Corona-Saison war er Stammspieler während seiner Leihe und spielte insgesamt 22 Mal. Während der Saison war er unter anderem auch in einen schweren Autounfall verwickelt, wo er, im Gegensatz zu Manuel Cabit ohne Verletzungen blieb. N’Doram saß damals am Steuer und fuhr bei dem Unfall über 100 km/h über der Geschwindigkeitsbegrenzung und wurde später zu einem Jahr auf Bewährung und 10.000 Euro verurteilt. Direkt nach Ablauf der Leihe wurde er von den Grenats fest verpflichtet. In der Saison 2020/21 kam er aufgrund einer schweren Fußverletzung nur zu sechs Ligaspielen. Auch 2021/22 musste er mehrmals in der Saison pausieren, war aber grundsätzlich gesetzt. In der folgenden Spielzeit war er erneut Stammspieler, abgesehen von einer Schienbeinverletzung. Auch in der Saison 2023/24 blieb er trotz einer anderen Verletzungssituation wichtiger Bestandteil der Mannschaft. Im August 2024 wechselte er ablösefrei zu Al-Kholood, wo er ebenfalls zur Stammkraft wurde.

### Nationalmannschaft
N’Doram war 2017 für die französische U21-Nationalmannschaft aktiv.

## Erfolge
AS Monaco
- Französischer Meister: 2017